# Brantbacken
Brantbacken är en bebyggelse öster om Norrtälje söder Skogsviken vid E18 i Frötuna socken i Norrtälje kommun. Från 2015 till 2023 avgränsade SCB här en småort. Vid avgränsningen 2023 klassades den som sammanväxt och del av Baltora, så då kom att klassas som tätort.